# Ambrózy Gyula
Ambrózy Gyula (1947-ig sédeni gróf; Nyíregyháza, 1884. február 12. – Szolnok, 1954. március 2.), nemzetközi jogi író, államtitkár, a kormányzati kabinetiroda vezetője, a Kiugrási Iroda tagja.

## Életútja
A jogot a Budapesti Egyetemen hallgatta, majd 1906-ban bírósági szolgálatba lépett. 1914-től az Igazságügyi Minisztériumnál állt alkalmazásban, 1921-től a kormányzói kabinetiroda munkatársa volt. 1938-tól államtitkári rangban szolgált. 1942-ig volt a Kabinetiroda vezetőhelyettese, majd vezetője. Elsősorban a Nemzetek Szövetségével és a trianoni szerződéssel kapcsolatos nemzetközi jogi kérdésekkel foglalkozott. Horthy Miklós környezetében a németellenes erők vezető személyiségeként volt ismert. Bizalmi pozíciójában a háborúból való kiugrásért és a zsidók mentéséért tett erőfeszítéseket. A Kiugrási Iroda tagja. A kiugrás meghiúsulása után a kormányzó hiába kérte őt, hogy Ambrózy vele tarthasson, a németek letartóztatták és elhurcolták Mauthausenbe. Hazatérése után a Szálasi-perben kihallgatták mint tanút 1946 februárjában. Bereczky Albert, Tildy Zoltán és Szakasits Árpád nyilatkozata alapján igazolták, amit később visszavontak. 1951-ben kitelepítették egy Szolnok megyei tanyára, ahol rövidesen meghalt.

## Művei
- A harmadik javára szóló szerződések. (Bp., 1905)
- A nemzetközi szerződések jogi kötelező ereje. (Bp., 1918)
- A magyar békeszerződés tervezetének jogi vonatkozásai az entente válaszjegyzéke alapján. Alkér Kálmánnal. (Bp., 1920)
- A magyar békeszerződés és a becikkelyező törvény szövege és magyarázata. Jegyzetekkel ellátta. (Bp., 1921)
- A népszövetségi eszme reális tartalma. (Bp., 1925).